# 唐木英明
唐木 英明（からき ひであき、1941年12月3日 - ）は、日本の獣医師、農学者（獣医薬理学）、農学博士（東京大学・1971年）。東京大学名誉教授、公益財団法人「食の安全・安心財団」理事長、「食の信頼向上をめざす会」代表、内閣府食品安全委員会専門参考人などを務めている。
専門は薬理学、毒性学、食品安全、リスクマネージメント。東京大学農学部教授、同大学アイソトープ総合センター長、日本学術会議副会長、倉敷芸術科学大学学長、食品安全情報ネットワーク（FSIN）代表などを歴任した。食と安全に関する誤解の是正と、正しいリスクコミュニケーションの普及に注力し、食品の供給者と消費者が科学的根拠に基づき健全に対話できる社会の実現を目指して活動している。
著書に『不安の構造』『証言BSE問題の真実』『食の安全を求めて』『フェイクを見抜く』などがある。

## 来歴

### 生い立ち
東京府東京市麹町区（現・東京都千代田区）出身。千代田区立麹町中学校、東京都立日比谷高等学校を経て東京大学に進学し、農学部獣医学科で獣医学を学んだ。医師である父の意向とは異なる進路を選んだため勘当され、アルバイトをしながら大学を卒業した。1964年に同大学を卒業（農学士）、獣医師免許を取得。大学卒業後は、東京大学大学院生物系研究科に進学したが、1965年に中途退学し、東京大学農学部助手となった。1971年には東京大学より農学博士の学位を取得した。

### 研究活動
1965年より東京大学の助手として勤務し、1972年には助教授に昇任した。1978年からはテキサス大学ダラス校にて研究員を務めた。その後、1987年に東京大学の教授に就任し、農学部にて獣医薬理学を中心に教育・研究に従事した。1999年からは東京大学のアイソトープ総合センターのセンター長を併任し、2003年に東京大学名誉教授となった。
2003年の内閣府食品安全委員会発足時には、化学物質のリスク評価と管理の専門家として協力した。2004年、世界健康リスクマネージメントセンターの客員教授に就任した。2007年からは、お茶の水女子大学ライフワールド・ウオッチセンターで講師を務め、2011年から2013年には倉敷芸術科学大学の学長を務めた。
2000年に日本学術会議の会員に選出され、2008年から2011年まで日本学術会議第21期副会長（国際活動担当）を務めた。副会長就任時には、日本学術会議の国際活動の在り方について議論を深める抱負を語った。2011年に副会長を任期満了で退任した。
1997年に日本農学賞と読売農学賞を受賞し、2011年にはトムソンが運営するISIの論文被引用状況調査で、「World's Most Cited Authors」に選ばれた。2023年には瑞宝中綬章を受章した。

### 公的活動

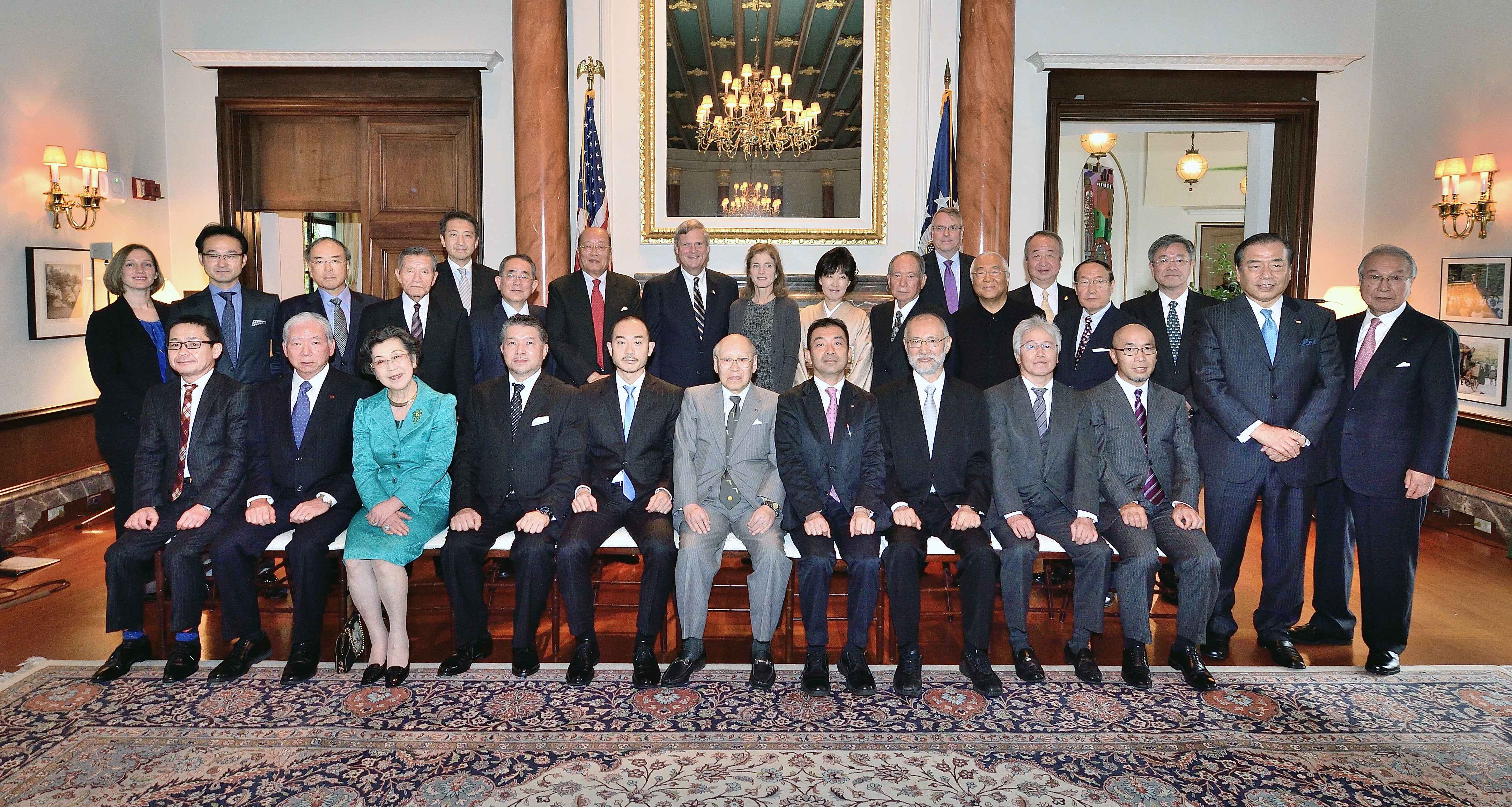
2015年11月20日、アメリカ合衆国農産物貿易の殿堂顕彰式にて農務長官トマス・ジェイムズ・ヴィルサック、日本駐箚特命全権大使キャロライン・ケネディ、および、歴代顕彰者らと

文部科学省の大学設置・学校法人審議会の専門委員や、大学評価・学位授与機構の評価委員などを歴任した。内閣府食品安全委員会では、肥料・飼料専門調査会の座長、企画等専門調査会専門委員、リスクコミュニケーション専門調査会専門委員などを務め、後に肥料・飼料専門調査専門参考人も担当した。また、多くの学術団体で役職を務めており、日本比較薬理学・毒性学会会長、日本トキシコロジー学会理事長、日本薬理学会理事、日本獣医学会理事、日本平滑筋学会理事、日本循環薬理学会理事、日本予防医学リスクマネージメント学会感染症・食品安全部会長、日本農学アカデミー副会長、日本学術会議同友会理事、原子力安全システム研究所研究企画会議委員などを歴任した。さらに、食品安全情報ネットワーク代表、世界健康リスクマネージメントセンター国際顧問、公益財団法人食の安全・安心財団理事長なども務めている。

## 科学的知識の普及・啓蒙
科学者として疑似科学や似非科学への警鐘を鳴らし、科学的知識の普及や啓蒙、正しいリスクコミュニケーションの推進に精力的に取り組んでいる。食品安全や農薬、遺伝子組換え作物などに関する社会的な誤解や不安に対して、科学的根拠に基づく情報発信や啓発活動を行っている。

### 美味しんぼ
『ビッグコミックスピリッツ』に掲載された「美味しんぼ」の作中にて遺伝子組み換え作物についての不正確な記述があったと指摘し、小学館ビッグコミックスピリッツ編集部に対して訂正を要請した。その結果、編集部と唐木が代表を務める「食品安全情報ネットワーク」（FSIN）との間で話し合いが行われたが、双方が納得する合意には至らなかった。

### ホメオパシー
学術的な会合でホメオパシー関連商品の展示が急増したことに疑念を抱き、ホメオパシーを喧伝する書籍の調査に着手した。その結果、ホメオパシーを紹介する書籍に複数の医療機関が実名で掲載されていたことが判明し、日本学術会議会長の金澤一郎に報告、1年以上かけて対応を議論した。
この議論を経て、日本学術会議はホメオパシーの科学的根拠を否定する会長談話を2010年8月24日に公表した。唐木は記者会見で「この談話で一番重要なのは、ホメオパシーは科学的に否定されているということです」と語り、会長談話の狙いや意義を説明した。さらに「科学的に全否定されているものを医療従事者が使えば患者を通常の医療から遠ざけかねず危険だ。『ホメオパシーは効かない』というメッセージを伝えることが重要と考えた」と述べている。

## BSE問題
2001年に日本国内でBSE（牛海綿状脳症）感染牛が発見されたことを契機に、牛肉の安全性を巡る国民の不安が高まり、社会的な混乱が生じた。唐木は、日本学術会議「牛海綿状脳症（BSE）と食品の安全特別委員会」の委員長を務め、BSE発生の原因分析、リスク評価、政策提言など科学的見地からの助言を行った。また、リスクコミュニケーションの専門家として、BSE問題に関する情報発信や社会不安の解消にも取り組んだ。日本では、BSE問題への対応策として全頭検査が実施されたが、唐木はこの全頭検査について「感染牛を見逃す可能性が高く、科学的な安全対策としての効果は低い」と指摘し、全頭検査が主に社会的な安心策として導入されたことを問題視した。また、政府やメディアによる情報提供のあり方が、国民に「全頭検査＝安全」という誤った認識を与えたと批判している。
こうした科学的根拠に基づく提言や発言を行ったことで、2005年には米国食肉輸出連合会のパンフレット監修協力が消費者団体から「米国の代弁者」と指摘され、民主党議員から専門委員罷免要求が提出された。食品安全委員会はこの罷免要求を退けている。これらの経緯や、BSE問題の教訓、リスク管理のあり方、全頭検査の科学的妥当性、リスクコミュニケーションの課題については、唐木自身の著書『牛肉安全宣言：BSE問題は終わった』、『不安の構造：リスクを管理する方法』、『証言BSE問題の真実：全頭検査は偽りの安全対策だった』、『フェイクを見抜く：「危険」情報の読み解き方』などで詳しく論じられている。

## 略歴
- 1964年 - 東京大学農学部卒業[4]。
- 1964年 - 獣医師免許取得。
- 1965年 - 東京大学大学院生物系研究科中途退学[12]。
- 1965年 - 東京大学農学部助手。
- 1971年 - 農学博士（東京大学）取得。論文の題は"腸管平滑筋のバリウム収縮に関する研究"[37]
- 1972年 - 東京大学農学部助教授。
- 1978年 - テキサス大学ダラス医学研究所研究員。
- 1987年 - 東京大学農学部教授。
- 1987年 - 日本比較薬理学・毒性学会会長。
- 1995年 - 日本トキシコロジー学会理事長。
- 1999年 - 東京大学アイソトープ総合センターセンター長。
- 1999年 - 日本毒性学会理事長、文部科学省大学設置学校法人審議会専門委員。
- 2000年 - 日本学術会議会員。
- 2002年 - 大学評価・学位授与機構評価委員。
- 2003年 - 東京大学名誉教授。
- 2003年 - 内閣府食品安全委員会専門委員、肥料飼料専門調査会座長、リスクコミュニケーション専門調査会座長代理。
- 2004年 - 日本予防医学リスクマネージメント学会感染症・食品安全部会部会長。
- 2004年 - 世界健康リスクマネージメントセンター客員教授。
- 2004年 - 日本農学アカデミー副会長。
- 2007年 - お茶の水女子大学ライフワールド・ウオッチセンター講師。
- 2008年 - 日本学術会議副会長。
- 2011年 - 倉敷芸術科学大学学長。
- 2012年 - 公益財団法人食の安全・安心財団理事長。
- 2022年 - 食の信頼向上をめざす会代表。

## 賞歴
- 1997年 - 日本農学賞。論文「平滑筋運動の生理・薬理学的研究と医学・獣医学への展開」[38]。
- 1997年 - 読売農学賞[39]。
- 2011年 - U.S.-Japan Agricultural Trade Hall of Fame[40]
- 2023年 - 瑞宝中綬章[41]

## 私生活
趣味はカメラ。 
娘は浪曲師の春野恵子。

## 論文
- CiNii 唐木英明
- KAKEN 唐木英明

## 著作

### 単著
- 『暮らしのなかの死に至る毒物・毒虫60』、講談社、2000年。ISBN 9784062641531
- 『牛肉安全宣言：BSE問題は終わった』PHP研究所、2010年。ISBN 9784569778198
- 『不安の構造：リスクを管理する方法』エネルギーフォーラム、2014年。 ISBN 978-4-88555-429-2
- 『証言BSE問題の真実：全頭検査は偽りの安全対策だった』編著、さきたま出版会、2018年。ISBN 978-4-8789-1464-5
- 『健康食品入門』日本食糧新聞社、2023年。ISBN 978-4889272888

### 共著
- 『新獣医薬理学 第2版』伊藤勝昭, 伊藤茂男, 尾崎博, 唐木英明, 小森成一, 下田実:編、近代出版社、2004年
- 『食の安全と安心を守る』日本学術協力財団、2005年
- 『食の安全を求めて：食の安全と科学』金澤一郎ほか執筆、日本学術協力財団、2010年。ISBN 9784990498900
- 『誤解だらけの遺伝子組換え作物』（担当執筆「発がん性試験の不備」）小島正美:編、エネルギーフォーラム、2015年。ISBN 978-4-88555-455-1
- 『フェイクを見抜く：「危険」情報の読み解き方』唐木英明, 小島正美:著、ウェッジ、2024年。ISBN 978-4863102767

### 編集
- 『細胞内カルシウム実験法』唐木英明ほか:編、羊土社、1989年
- 『カルシウムと情報伝達系：平滑筋研究の現状と実験法』浦川紀元, 唐木英明:編、文永堂出版、1991年。ISBN 9784830030932
- 『平滑筋実験マニュアル』浦川紀元, 唐木英明:編、文永堂出版、1995年。ISBN 9784830031298